# Aldo
Aldo je moško osebno ime.

## Različice imena
- moške oblike imena: Aldi, Aldian, Aldin
- ženske oblike imena: Alda, Aldiana, Aldijana, Aldina

## Izvor imena
Ime Aldo je najverjetneje k nam prišlo iz Italije, po izvoru pa je nemško, in sicer skrajšana oblika imena Adalbrand, ki je zloženo iz starovisokonemških besed adal v pomenu »plemenit« in brant v pomenu »meč«.

## Pogostnost imena
- Po podatkih Statističnega urada Republike Slovenije je bilo na dan 31. decembra 2007 v Sloveniji število moških oseb z imenom Aldo: 236.[2]

## Osebni praznik
V cerkvenem koledarju praznuje Aldo god 10. januarja. Na ta dan je bil rojen mučenec »Aldo puščavnik«, ki je živel v 7. stoletju blizu italijanskega mesta Pavia.

## Znani nosilci imena Aldo
- Aldo Moro, italijanski politik